# Cheilosia primulae
Cheilosia primulae är en tvåvingeart som först beskrevs av Erich Martin Hering 1944.  Cheilosia primulae ingår i släktet örtblomflugor, och familjen blomflugor.
Artens utbredningsområde är Österrike. Inga underarter finns listade i Catalogue of Life.